# Мухирва, Андре
Андре Мухирва (рунди и фр. André Muhirwa; 1920 — 28 апреля 2003) — бурундийский аристократ и политик, премьер-министр Бурунди с 21 октября 1961 по 10 июня 1963 года.

## Биография
Будучи зятем короля Мвамбутсы IV (женат на его дочери Розе Пауле Ирибагизе, нынешней главе королевского дома Бурунди в изгнании, с которой развёлся после падения монархии), совместно с наследным принцем Луи Рвагасоре участвовал в создании партии «Союз за национальный прогресс» (UPRONA), выступавшей за независимость страны от Бельгии и единство хуту и тутси в достижении этой цели. Вскоре после прихода UPRONA к власти возглавивший правительство Рвагасоре был убит, и новым премьер-министром стал Мухирва, при котором 1 июля 1962 года Бурунди получило независимость. В следующем году, однако, аристократ-тутси Мухирва вынужден был уйти в отставку, передав пост главы правительства представителю составлявших большинство населения хуту Пьеру Нгендандумве.